# ساحرة عين دور
في الكتاب العبري، ساحرة عين دور (بالعبرية: בעלת האוב מעין דור) هي امرأة استشارها الملك شاؤول لاستحضار روح النبي صموئيل في الفصل الثامن والعشرين من سفر صموئيل الأول، ليقدم له النصح ضد الفلستيين في إحدى المعارك بعد فشل محاولاته السابقة لاستشارة الإله عن طريق الأنبياء المقدسين. غاب ذكر الساحرة عن الأحداث الواردة في أحد الأسفار القانونية الثانية وهو سفر يشوع بن سيراخ.
واجه علم اللاهوت المسيحي مشاكل مع هذه الفقرة، إذ بدا أنها تعني أن الساحرة استحضرت روح صموئيل، ما يعني أن النكرومانسية والسحر أمر ممكن.

## القصة

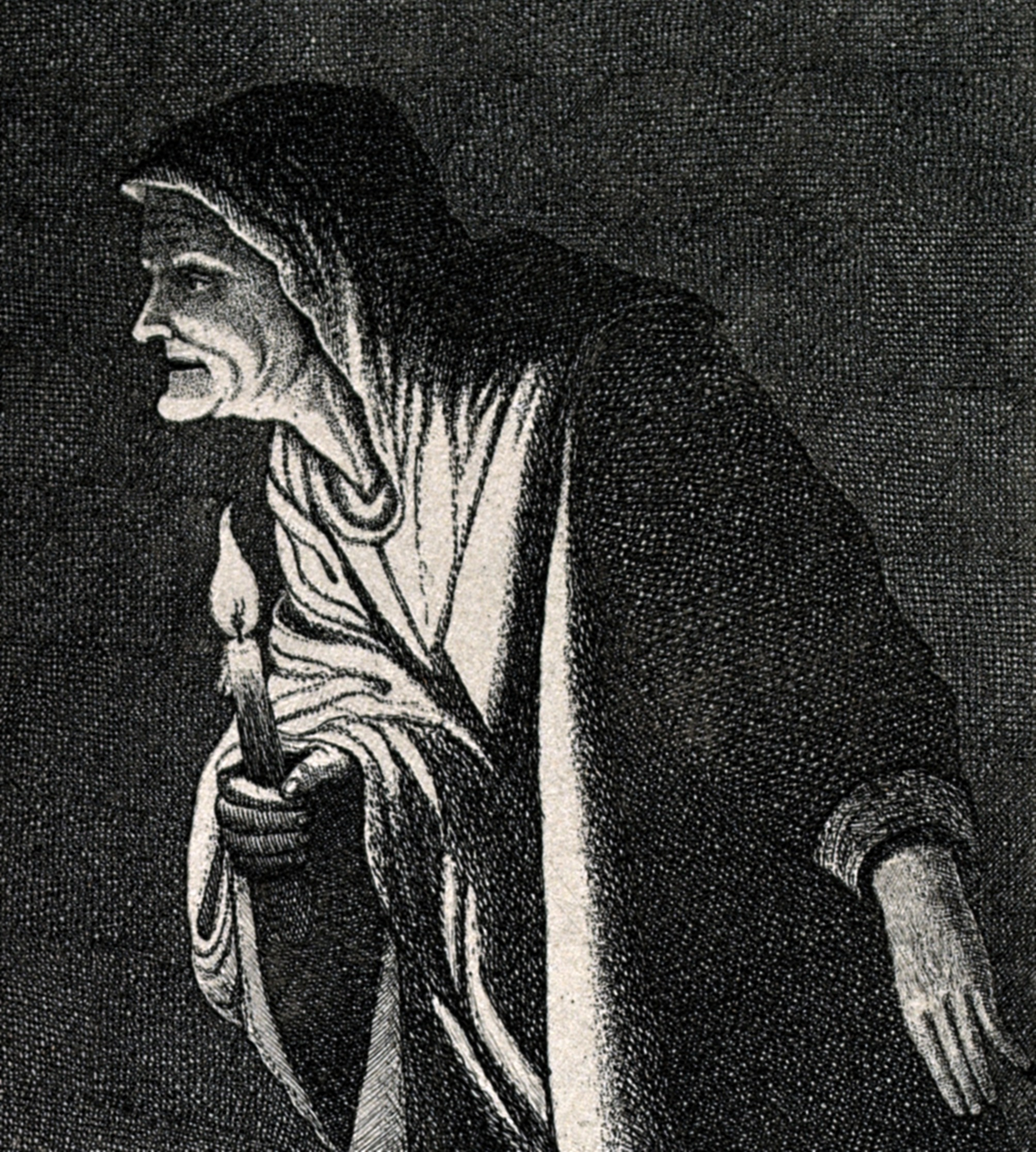
«ساحرة إندور» بقلم آدم إلتسهايمر.

عندما يموت صموئيل يُدفن في بلدة الرامه. يبحث شاؤول ملك إسرائيل الحالي عن نصيحة الآلهة لاختيار طريقة التعامل مع القوى الفلستينية المتجمعة. لا يستلهم إجابات من الأحلام أو الأنبياء أو أوريم وتميم. بعد طرد كل مستحضري الأرواح والسحرة من إسرائيل، يتنكر شاؤول بحثًا عن ساحرة لا على التعيين. تقوده عملية البحث إلى امرأة في إندور تدعي أنه بإمكانها رؤية شبح صموئيل يحلق فوق المقبرة.
في البداية، يخيف صوت شبح النبي ساحرة إندور، وبعد اشتكائه بسبب انزعاجه، يوبخ شاؤول بسبب عدم إطاعته للإله ويتنبأ بسقوطه. تردد الروح نبوءات قبل الوفاة التي تنبأ بها صموئيل مضيفة أن شاؤول سيموت مع كامل جيشه في معركة اليوم التالي. يرتعب شاؤول، ويُهزم جيشه في اليوم التالي كما ورد في النبوءة، ويصيب الفلسطينيون شاؤول بجروح بالغة. وردت روايتان مختلفتان عن الحدث؛ الأولى أنه انتحر بسيفه، والثانية أنه طلب من شاب أن يطعنه حتى الموت.
رغم أن شاؤول صُوّر كعدو للساحرات والكهانة، تُريح ساحرة إندور شاؤول في محنته وتصر على إطعامه قبل رحيله.
بما أن هذه الفقرة لا تصرح بمسؤولية الساحرة عن ظهور روح صموئيل، وتقول إنها أطلقت صرخة مدوية عند رؤية روحه، يعتقد متبعو الكتاب المقدس أن القصة دقيقة تاريخيًا ولكن الساحرة لم تلعب دور الوسيط بين شاؤول وصموئيل أو أنها بدأت باستحضار روح صموئيل؛ بل ورد في الفقرة أن الله فعل ذلك. تكتب جويس بالدوين قائلة «لا تخبرنا الحادثة أي شيء عن صحة الادعاءات المتعلقة باستشارة الموتى في ما يخص الوسطاء، إذ تشير المؤشرات إلى أنه كان حدثًا استثنائيًا بالنسبة لها (المرأة)، وكان مخيفًا أيضًا لأنها لم تستطع التحكم فيه».
في ترجمة مارتن لوثر إلى اللغة الألمانية (إنجيل لوثر) المعتمد على النصوص العبرية واليونانية، قُدم تفسير مختلف؛ أن المرأة صرخت لأنها أدركت أنها تتحدث إلى الملك الذي حرم كل أشكال السحر لا لأن روحًا أخافتها. التفسير كما ورد هو «عندما أدركت المرأة أن الأمر يدور حول صموئيل؛ أطلقت صرخة مدوية».

## التفسيرات

### اليهودية
يعرّف كتاب ياقوت شيموني (القرن الحادي عشر) الساحرة المجهولة بأنها والدة أبنير. بناءً على ادعاءات الساحرة أنها رأت شيئًا وأن شاؤول سمع صوتًا كصوت الشبح، يقترح كتاب ياكوت أن مستحضري الأرواح قادرون على رؤية أرواح الموتى ولكن غير قادرين على سماع كلامهم، بينما يتمكن من استُحضرت الروح لأجله من سماع صوت الروح لكن لا يمكنه رؤيتها.

ذكر أنطوان أوغستن كالمِه ساحرة إندور باختصار في كتابه تريتيه سير ليزاباريسيون ديزيسبريت إي سير لي فامبير أو لي ريفينان دو هونغري دو مورافي (1759):
«كان بنو إسرائيل يستشيرون بعل زبوب، إله مدينة عقرون، أحيانًا ليعرفوا إن كان عليهم التعافي من أمراضهم. تاريخ استحضار روح صموئيل من قبل ساحرة إندور معروف جيدًا، وأعلم أن هناك بعض الصعوبات في ما يخص هذا التاريخ. لن أستنتج شيئًا منه هنا باستثناء أنه تم اعتُرف بهذه المرأة على أنها ساحرة، وأن شاؤول قدرها كثيرًا، وأن هذا الأمير أباد السحرة في ولايته أو على الأقل لم يسمح لهم بممارسة سحرهم.»- كالمِه، الجزء السابع عن السحر
«يعتقد اليهود في أيامنا هذه أنه بعد دفن الجسد تتحرك الروح وتفارقه من النقطة التي يُفترض أن تدخل الجسد منها لزيارته، ولتعرف ما يجري حولها تطوف مدة سنة كاملة حول الجسد بعد وفاته، ويعتقدون أن ساحرة إندور استدعت روح صموئيل خلال هذه السنة التي تصبح قوى الاستحضار بعدها بلا تأثير.»

- كالمِه، الجزء الأربعون

### المسيحية

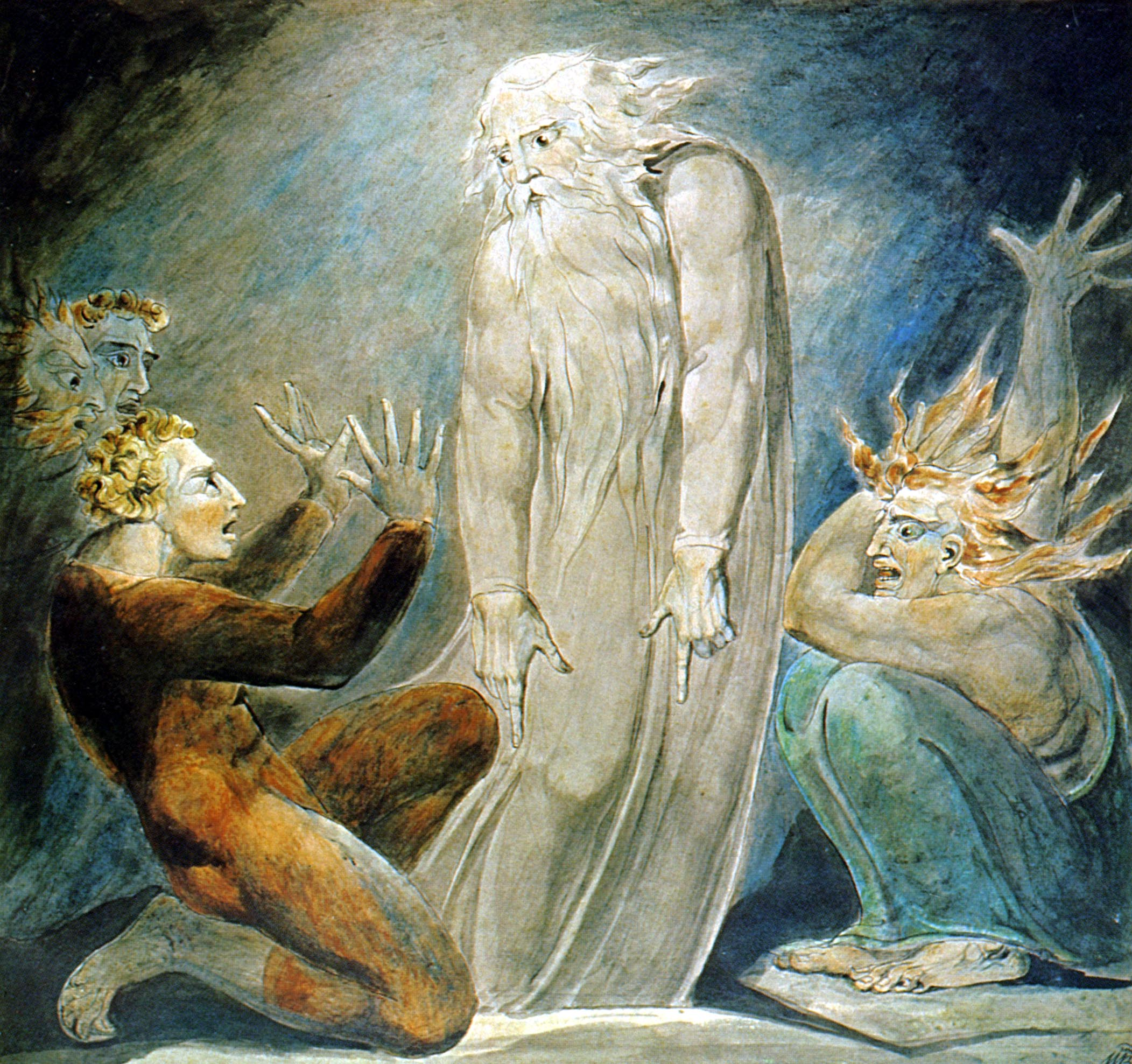
لوحة «شاؤول وظل صموئيل والساحرة» بريشة وليم بليك

ناقش آباء الكنيسة وبعض الكتاب المسيحيين الحديثين القضايا اللاهوتية التي يثيرها هذا النص. تبدو قصة الملك صموئيل وساحرة إندور للوهلة الأولى وكأنها تؤكد أنه بإمكان البشر (رغم أنه ممنوع) استحضار أرواح الأموات عن طريق السحر.
وُصفت المرأة في السبعونية (الترجمة اليونانية للعهد القديم) (في القرن الثاني قبل الميلاد) بأنها تتكلم من بطنها، ومن المحتمل أن هذا الرأي يعكس وجهة نظر المترجمين الإسكندريين الذين يعتقدون أن الشياطين غير موجودة. على أي حال، يبدو أن يوسيفوس فلافيوس (القرن الأول) يعتقد أن القصة معقولة تمامًا في كتاب آثار اليهود القديمة.

كتب الملك جيمس في أطروحته الفلسفية دايمونولوجي (1597)  يعارض نظرية التكلم من البطن قائلًا إنه يُسمح للشيطان أحيانًا أن يتنكر على هيئة قديس مستشهدًا بكورينثياس 11:14 حيث ورد أنه يمكن للشيطان أن يغير هيئته إلى ملاك من نور. يصف جيمس ساحرة إندور بأنها «بيثيا شاؤول» ويشبهها ببيثيا من الميثولوجيا اليونانية. اعتقد جيمس أن ساحرة إندور كانت تمارس استحضار الأرواح بنهم:
«...وفور ارتفاع الروح الدنسة كليًا، نادت شاؤول. قيل في النص أن شاؤول تعرف على صموئيل وأنه لم يكن من الممكن لرجل كبير في عباءة أن يتعرف عليه من صوته فقط. ولكن لإثبات اقتراحي الأول بوجود أشياء كالشعوذة والسحرة، يوجد العديد من آيات الكتاب المقدس غير هذه (كما قلت سابقًا). ففي قانون الإله أولًا، الأمر ممنوع بشكل واضح (الآية 22 من سفر الخروج). لكن من المؤكد أن قانون الإله لا يطرح شيئًا عن عبث ولا يلقي لعنات أو عقوبات دون سبب، ولا يدين شيئًا ويحكم بأنه سيئ إن لم يكن سيئًا في جوهره.»

- إيبيستيمون؛ دايمونولوجي، الجزء الأول
تقترح بعض فقرات الكتاب المقدس من العصور الوسطى أيضًا أن ما استحضرته الساحرة ليس روح صموئيل؛ بل شيطان متنكر في شكله أو وهم خلقته الساحرة. قرأ مارتن لوثر، الذي كان يؤمن أن الموتى غير واعين، أن الأمر كان عبارة عن «شبح شيطان»، بينما قرأ جون كالفن أنه «لم يكن صموئيل الحقيقي بل طيفه».

### الروحانية
اعتبر الروحانيون القصة دليلًا على الوساطة الروحية منذ القدم، وكانت موضع نقاشات بين المدافعين عن الروحانية والنقاد المسيحيين. «كانت امرأة إندور وسيطة روحية محترمة ونزيهة وملتزمة بالقوانين والطقوس المسيحية أكثر بكثير من نقاد الروحانية المسيحيين» وُجد هذا الكلام على ورقة أحد الروحانيين من شيكاغو عام 1875.

يقول كالميه:
«فكر الوثنيون في الأمر بنفس الطريقة تقريبًا. يقدم لوكان بومبي، الذي يستشير ساحرة، ويأمرها باستحضار روح شخص ميت ليخبره عن نتيجة الحرب التي سيخوضها مع قيصر. يجعل الشاعر هذه المرأة تقول أطع تعويذاتي أيها الشبح لأنني لا أستحضر روحًا من الدرك الأسفل بل روحًا مات جسدها حديثًا ولا تزال على عتبات الجحيم.»